# Megaceramis lamprolepsis
Megaceramis lamprolepsis är en fjärilsart som beskrevs av George Francis Hampson 1892. Megaceramis lamprolepsis ingår i släktet Megaceramis och familjen tandspinnare. Inga underarter finns listade i Catalogue of Life.